# Cardona
Cardona este o localitate în Spania în comunitatea Catalonia în provincia Barcelona. În 2006 avea o populație de 5.266 locuitori. Este situat in comarca Bages.
1. ↑  Nomenclátor Geográfico de Municipios y Entidades de Población (20240402 edition)
2. ↑   http://www.cardona.cat/m/ajuntament/consistori/ferran-estruch-i-torrents-erc_reg Lipsește sau este vid: |title= (ajutor)
3. 1 2   http://www.idescat.cat/pub/?id=aec&n=925&t=2016 Lipsește sau este vid: |title= (ajutor)